# Ken Keyes Jr.
Ken Keyes, Jr. (Atlanta, Georgia; 19 de enero de 1921-Coos Bay (Oregón); 20 de diciembre de 1995) fue un escritor de libros de superación personal y un conferencista sobre el mismo tema, y creador de un sistema de autoayuda denominado el método del Amor Vivo (Living Love). Keyes escribió quince libros sobre superación personal y sobre temas de conciencia social, representando más de cuatro millones de ejemplares distribuidos en su totalidad.

## Obra publicada

### Autobiografía
- 1989. Discovering the Secrets of Happiness: My Intimate Story. ISBN 0-915972-15-8.

### Nutrición
- 1966: How to live longer, stronger, slimmer. LOC RA784 .K4 (no ISBN).

- 1974: Loving Your Body. ISBN 0-9600688-4-8.

### Crecimiento personal

#### Método de amor de vida
- 1972: Handbook to Higher Consciousness. ISBN 0-9600688-8-0.

- con Tolly Burkan & Bruce T. Keyes, 1974, How to Make Your Life Work, or, Why Aren't You Happy? ISBN 0-915972-08-5

- 1979: A Conscious Person's Guide to Relationships. ISBN 0-915972-00-X.

- 1982: Prescriptions for Happiness. ISBN 0-915972-02-6.

- 1984: How To Enjoy Your Life In Spite Of It All. ISBN 0-915972-01-8.

- 1987: Your Life Is A Gift: So Make the Most of It! ISBN 0-915972-12-3.

- con Penny Keyes, 1988. Gathering Power Through Insight and Love. ISBN 0-915972-13-1.

- con Penny Keyes, 1989. Handbook to Higher Consciousness: The Workbook. ISBN 0-915972-16-6.

- con Penny Keyes, 1990. The Power of Unconditional Love: 21 Guidelines for Beginning, Improving, and Changing Your Most Meaningful Relationships. ISBN 0-915972-19-0

#### Otros métodds
- 1970: Taming Your Mind. ISBN 0-915972-18-2. (originally "How to Develop Your Thinking Ability" 1950)

- 1995: Your Road Map to Lifelong Happiness: A Guide to the Life You Want. ISBN 0-915972-22-0.

### Política y futurismo
- With Jacque Fresco, 1969. Looking Forward. ISBN 0-498-06752-1.

- 1982. The Hundredth Monkey. ISBN 0-942024-01-X.

- con Benjamin B. Ferencz, 199.: Planethood: The Key to Your Future. ISBN 0-915972-21-2.